# Arvaby
Arvaby är en småort i Vintrosa socken i Örebro kommun, Örebro län, belägen väster om Örebro. 